# Lymantria ganaroides
Lymantria ganaroides är en fjärilsart som beskrevs av Embrik Strand 1917. Lymantria ganaroides ingår i släktet Lymantria och familjen tofsspinnare. Inga underarter finns listade i Catalogue of Life.